# Spheginobaccha melancholia
Spheginobaccha melancholia är en tvåvingeart som beskrevs av Hull 1937. Spheginobaccha melancholia ingår i släktet Spheginobaccha och familjen blomflugor. Inga underarter finns listade i Catalogue of Life.